# Malkowicze (rejon postawski)
Malkowicze (biał. Малькавічы; ros. Мальковичи) – wieś na Białorusi, w obwodzie witebskim, w rejonie postawskim, w sielsowiecie Duniłowicze.

## Historia
W czasach zaborów w granicach Imperium Rosyjskiego.
W dwudziestoleciu międzywojennym wieś leżała w Polsce, w województwie wileńskim, w powiecie duniłowickim (od 1926 postawskim), w gminie Duniłowicze.
Według Powszechnego Spisu Ludności z 1921 roku zamieszkiwało tu 111 osób, wszystkie były wyznania rzymskokatolickiego. Jednocześnie 104 mieszkańców zadeklarowało polską przynależność narodową a 7 białoruską. Było tu 19 budynków mieszkalnych. W 1931 w 22 domach zamieszkiwało 123 osoby.
Miejscowość należała do parafii rzymskokatolickiej i prawosławnej w Duniłowiczach. Podlegała pod Sąd Grodzki w Duniłowiczach i Okręgowy w Wilnie; właściwy urząd pocztowy mieścił się w Duniłowiczach.
W 1938 roku wieś należała do gromady Malkowicze gminy Duniłowicze.